# Пик, Фредерик
Фредерик Герард (Джерард) Пик CMG CBE (англ. Frederick Gerard Peake; 12 июня 1886, Эпсом, Англия — 30 марта 1970, Келсо, Шотландия) — британский офицер, генерал-майор, основатель Арабского легиона. Известен как Пик-паша (англ. Peake Pasha).

## Биография
Родился в семье военного.

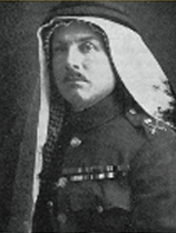
Пик, Фредерик, 1970

Окончил Королевское военное училище и в 1906 году был направлен на службу в полк герцога Веллингтонского. В 1908—1913 годах проходил службу в Индии.
Будучи офицером Суданского верблюжьего корпуса (часть Британской имперской египетской армии), в 1917 году был награждён орденом Нила 4-й степени.
Некоторое время служил под командованием Лоуренса Аравийского.
В сентябре 1920 года из Имперского верблюжьего корпуса был переведён в Трансиорданию, где получил приказ Верховного комиссара Палестины Герберта Самуэля сформировать два небольших полицейских отряда для поддержания порядка:
1. Мобильный Отряд. 100 человек для охраны Палестинско-Амманской дороги
2. 50 человек отвечавших за Аль-Керак, к востоку от Мёртвого моря

После выделения из территории британского мандата в Палестине вассального эмирата Трансиордания, летом 1921 года Пик сформировал и возглавил вспомогательный отряд численностью около 150 человек, ставший впоследствии основой Арабского легиона. В 1922 году развернул отряд в армейскую часть численностью около 800 человек, включенную в трансиорданские вооруженные силы. Был произведен в генерал-майоры. Для иорданцев был известен как «Пик-паша».
В 1939 году ушёл в отставку. Его сменил Джон Баготт Глабб.
Во время Второй мировой войны принимал участие в гражданской обороне.

## Личная жизнь
В 1937 году женился на Элспет Маклине Ритчи, дочери Нормана Ритчи. 6 июня 1941 года у них родилась дочь Джулия Грейс Пик.

## Награды
- Орден Британской империи (1923).
- Орден Британской империи (1926).
- Орден Святого Иоанна , офицер (1934)[3], командор (1935)[4].
- Орден Святого Михаила и Святого Георгия (1939).

## Работы
- A history of Jordan and its tribes, University of Miami Press, 1958.
- Change at St. Boswells (the story of a border village), John McQueen and Son, 1961.